# Анциферов, Николай Павлович
Николай Павлович Анциферов (30 июля (11 августа) 1889, Киевская губерния — 2 сентября 1958, Москва) — советский культуролог, историк, градовед и краевед.

## Биография
Родился 30 июля (11 августа) 1889 года в пригороде Умани Софиевке. Отец — действительный статский советник Павел Григорьевич Анциферов (1851—1897). Мать — Екатерина Максимовна, урождённая Петрова (1853, Петербург — 1933), дочь тверского крестьянина.
После смерти отца жил с матерью в Пулавах, затем в Киеве, где учился в 1-й Киевской гимназии, с 1908 года — в Санкт-Петербурге. В 1909 году экстерном окончил Введенскую гимназию, в 1915 году — историко-филологический факультет Петроградского университета, где его учителем был И. М. Гревс. После окончания университета был оставлен при кафедре всеобщей истории, где находился до 1919 года.
Его педагогическая деятельность началась сразу после окончания университета: женская гимназия Н. Н. Зворской (1915—1916), частное реальное училище А. С. Черняева (1915—1918), школа при бывшем Тенишевском училище (1918—1925), где вёл и гуманитарный кружок, во 2-м Педагогическом институте (1919—1926), в интернате для беспризорных под Павловском (1919—1920), в Институте истории искусств (1925—1929).
В 1917 году в своих дневниковых записях Анциферов писал: 

17 октября. На улицах темно и людно. Страшно смотреть на эти улицы. Грядущий день несет кровь. Куют восстание большевики. А мы все его ждем покорно как роковую силу
24 октября. Начинается новый акт мучительной русской трагедии
25 октября. Октябрьская революция. Тяжелые мысли как тучи бродят в душе. Остается любовь к человеческой личности и вера в вечное. Вижу, что это не зависит ни от каких событий…
Участвовал в религиозно-философских кружках А. А. Мейера «Вторник» и «Воскресенье» (1918—1925). Руководил семинарами по изучению Петербурга и Павловска, выступал с докладами и лекциями, водил экскурсии по городу и пригородам, сотрудничал в журналах «Педагогическая мысль» (1918—1924) и «Экскурсионное дело» (1921—1923). В открытом в 1921 году по инициативе И. М. Гревса, Петроградском научно-исследовательском экскурсионном институте, который располагался в доме № 13 по Симеоновской (ныне Белинского) улице, Анциферов участвовал в работе исторической и методической секций, вёл семинарии «Собирание и группировка литературного материала для составления хрестоматии по Петербургу», «Город с экскурсионной точки зрения», «Летний семинарий по Царскому Селу». После ликвидации Экскурсионного института в сентябре 1924 года перешёл в Петроградское отделение Центрального бюро краеведения (ЦБК), образованного в январе 1922 года.
Весной 1925 года арестован, приговорён к 3 годам ссылки и отправлен в Омск, но через три месяца был освобождён и вернулся в Ленинград.
В ночь на 23 апреля 1929 года арестован как участник «контрреволюционной монархической организации „Воскресенье“»; 22 июля 1929 года приговорён к 3 годам ИТЛ, 10 августа прибыл на Кемский пересыльный пункт. 3 мая 1930 года арестован по внутрилагерному делу, переведён в изолятор на Секирной Горе; 20 июня срок был увеличен на один год.
Летом 1930 года отправлен в Ленинград и привлечён к следствию по делу Академии наук; 23 августа 1931 года приговорён к 5 годам ИТЛ и отправлен в Белбалтлаг (на станцию Медвежья Гора). Осенью 1933 года освобождён из лагеря и вернулся в Ленинград.
В 1934 году переехал в Москву; служил в Государственном литературном музее, работал над книгой «Вокруг Герцена» и «Летописью жизни и творчества А. И. Герцена» для издательства «Academia».
В сентябре 1937 года вновь арестован, 20 декабря приговорён к 8 годам ИТЛ и отправлен в Бамлаг (на станции Уссури); освобождён 2 декабря 1939 года, дело от 29 октября 1929 года прекращено по пересмотру.
Был принят в Союз писателей в 1943 году.
Умер 2 сентября 1958 года. Отпевание прошло в церкви Ильи Обыденного на Остоженке, гражданская панихида — в большом зале на Якиманке в Литературном музее. Похоронен на Ваганьковском кладбище (44 уч.).

## Научная деятельность
В 1944 г. защитил диссертацию в ИМЛИ на соискание учёной степени кандидата филологических наук на тему «Проблема урбанизма в художественной литературе».
Автор работ по истории Санкт-Петербурга, методике и организации экскурсионного дела. Известен как автор мемуаров «Из дум о былом», изданных в 1992 году.

## Семья
- Первая жена — Татьяна Николаевна Оберучева (1890—1929); училась на Высших женских курсах, познакомилась с Анциферовым ещё в Киеве, венчались 5 февраля 1914 года в лицейской Знаменской церкви[8].
  - Наталия (1915—1919)[9]
  - Павел (1918—1919)
  - Сергей (1921—1942)
  - Татьяна (1924—2013), в замужестве Камендровская. Во время Второй мировой войны попала в зону немецкой оккупации и была вывезена в трудовые лагеря в Германии. В 1946 году вместе с мужем эмигрировала в США, где работала в Новом русском театре (Нью-Йорк), затем преподавала русский язык в Университете Фордхем, вела передачи на «Радио Свобода» и на «Голосе Америки» в Вашингтоне (с 1974 года). Скончалась в городке Дрезден в штате Мэн (США), где отдыхала с семьей дочери Натальи Алексеевны Лорд. Похоронена на кладбище Ново-Дивеева монастыря в штате Нью-Йорк.
- Вторая жена — Софья Александровна Гарелина (1899—1967), историк.

## Память

### Анциферовские чтения
В 1989 году в Ленинграде состоялись «Анциферовские чтения».
Первые Московские «Анциферовские чтения» прошли в сентябре 2012 года.

### Анциферовская премия

Медаль премии

В 1995 году по инициативе Международного благотворительного фонда спасения Петербурга-Ленинграда и Балтийского гуманитарного фонда учреждена международная Анциферовская премия. Премия присуждается раз в два года «за лучшие научные и популярные работы по истории Санкт-Петербурга, а также за общий вклад в петербурговедение».

### Топонимы
В 2013 году строящейся улице в Пушкине было присвоено название Анциферовская улица.

## Избранные труды
- История XIX века: Сжатый очерк (конспект) курса, читанного в «Матросском университете» Союза солдат-республиканцев. — Петроград: Союз солдат-республиканцев, 1917. — 19 с.
- Революция и война: Историческая справка. — Петроград: Союз солдат-республиканцев, 1917. — 15 с.
- Душа Петербурга / гравюра на дереве А. П. Остроумовой-Лебедевой. — Петроград: Брокгауз и Ефрон, 1922. — 227 с.
  - . — Л.: Агентство «Лира», 1990. — 249 с. — (Санкт-Петербург — Петроград — Ленинград, 1703—2003). — 100 000 экз. — ISBN 5-08-000106-2.
- Ламеннэ. — Берлин и др.: З. И. Гржебин, 1922. — 104 с.
- О методах и типах историко-культурных экскурсий. — Петроград: Начатки знаний, 1923. — 39 с.
- Петербург Достоевского / рис. М. В. Добужинского. — Пб.: Брокгауз-Ефрон, 1923. — 106 с.
- Быль и миф Петербурга. — Петроград: Брокгауз-Ефрон, 1924. — 87 с.
- Каменный век: Из художественной литературы по истории первобытной культуры / Сост. Н. и Т. Анциферовы. — Л.: Брокгауз-Ефрон, 1924. — 196 с.
- Петри Г. Э., Анциферов Н. П. Исторические экскурсии по Эрмитажу. — Л.: Прибой, 1924. — 46 с. — (Б-ка экскурсанта / Ком. ун-т им. т. Зиновьева).
- Пути изучения города, как социального организма : Опыт комплекс. подхода. — Л.: «Сеятель» Е. В. Высоцкого, 1925. — 148 с.
  - . — 2-е изд., испр. и доп. — Л.: «Сеятель» Е. В. Высоцкого, 1926. — 150 с.
- Анциферов Н. П., Анциферова Т. Н. Книга о городе. — Л.: Брокгауз-Ефрон.
  - [1]: Город, как выразитель сменяющихся культур: Картины и характеристики. — 1926. — 224 с.
  - [2]: Современные города. — 1926. — 228 с.
  - [3]: Жизнь города. — 1927. — 299 с.
- Теория и практика литературных экскурсий. — Л.: «Сеятель» Е. В. Высоцкого, [1926]. — 109 с. — (Общедоступ. б-ка «Сеятель». Пед. отд. ; № 515—517).
- Теория и практика экскурсий по обществоведению. — Л.: Время, 1926. — 214 с.
- Анциферов Н. П., Рындина О. Детское село : 7 рис. и карта окрестностей Ленинграда. — М. ; Л.: Гос. изд-во, 1927. — 96 с.
- Как изучать свой город: В плане школьной работы. — М.; Л.: Гос. изд-во, 1929. — 118 с.
- Пушкин в Царском селе: (Литературная прогулка по Детскому селу). — Л.: Экскурсионно-лекторская база ОблОНО, 1929. — 55 с.
  - . — М.: Гос. изд-во культурно-просветительной лит., 1950. — 80 с.
- И. С. Тургенев: К 125-летию со дня рождения. [1818-1943]. — М.: Гослитмузей, 1944. — 32 с.
- А. И. Герцен: К 75-летию со дня смерти. — М.: Гос. лит. музей, 1945. — 63 с.
  - . — 2-е изд., испр. и доп.. — М.: Гос. лит. музей, 1946. — 64 с.
- Пригороды Ленинграда: города Пушкин, Павловск, Петродворец. — М.: Гослитмузей, 1946. — 112 с. — 10 000 экз.
- Методика изучения и показа литературной жизни края в экспозиции краеведческих музеев. — М.: Госкультпросветиздат, 1949. — 23 с.
- Москва Пушкина. — М.: изд-во и тип. Госкультпросветиздата, 1950. — 80 с.
- Петербург Пушкина. — М.: изд-во и тип. Госкультпросветиздата, 1950. — 64 с.
- Душа Петербурга; Петербург Достоевского; Быль и миф Петербурга. — [Репринт. воспроизведение изд. 1922, 1923, 1924 гг.]. — М.: Книга : Ред.-изд. центр № 2 «Канон», [1991]. — 227, 105, 88 с. — (Прил.: Николай Павлович Анциферов / Д. С. Лихачев. Комментарии к факсимильной части / [Сост. К. А. Кумпан, А. М. Конечного]. Список переименованных топонимов Петербурга). — 10 000 экз.
- «Непостижимый город…»: [Сборник]. — СПб.: Лениздат, 1991. — 333 с. — (Содерж.: Душа Петербурга; Петербург Достоевского; Петербург Пушкина). — 100 000 экз. — ISBN 5-289-00900-0.
- Из дум о былом : Воспоминания / [Вступ. ст., сост., примеч. и аннот. указ. имен А. И. Добкина]. — М.: Феникс : Культ. инициатива, 1992. — 511 с. — 30 000 экз. — ISBN 5-85042-060-6.
- Проблемы урбанизма в русской художественной литературе: опыт построения образа города — Петербурга Достоевского — на основе анализа литературных традиций. — М.: ИМЛИ РАН, 2009. — 581 с. — 400 экз. — ISBN 978-5-9208-0325-2.
- Отчизна моей души: Воспоминания о путешествиях в Италию / Публ.: М. С. Анциферов; сост., подг. текста, вступ. статья: Д.С. Московская; науч. ред., предисловие, послесловие, подбор илл.: М. Г. Талалай; комм.: Д. С. Московская, М. Г. Талалай, А. Фарсетти. — М.: Старая Басманная, 2016. — 202 с. — (Русская Италия). — ISBN 978-5-906470-67-6.
- Анциферов Н. П., Золотарёв А. А. Ярославль: история, культура, быт. — Ярославль: Акад. 76, 2019. — 323 с. — ISBN 978-5-906040-64-0.
- «Такова наша жизнь в письмах»: Письма родным и друзьям (1900–1950-е годы) / Отв. ред-сост., предисловие Д. С. Московская. — М.: НЛО, 2021. — 640 с. — ISBN 978-5-4448-1267-9.

### Статьи
- Анциферов Н. П. [статья] // Об Александре Блоке. — Пб.: Картон. домик, 1921.
- Анциферов Н. П. Краеведный путь в исторической науке: Историко-культурные ландшафты // Краеведение. — 1928. — Вып. 6.
- Анциферов Н. П. Роман Тургенева «Дворянское гнездо» // Тургенев И. С. Дворянское гнездо : [Роман]. — М.: Гос. изд-во худож. лит., 1944. — С. 3—20.
- Анциферов Н. Каждый город — …личность! Из книги «Пути изучения города как социального организма» — «Муниципальная власть», 2012, № 6, с. 91-93.